# Бенгазі
Бенга́зі (араб. بنغازي) — місто на півночі Лівії, головне місто регіону (раніше провінції) Киренаїка. Це друге за населенням місто країни, його населення станом на 2006 рік становило близько 670 тис. мешканців. З 1951 по 1959 роки місто слугувало однією з двох столиць країни, а королівська родина мешкала поруч, у місті Аль-Байда. У Бенгазі й зараз зберігаються деякі урядові організації.
У 2011 році Бенгазі став головним містом повстанців проти фактичного керманича Лівії — Каддафі.

## Географія
Бенгазі — порт на узбережжі Середземного моря та важлива зупинка на автостраді Триполі — Тобрук. Залізниця сполучає його з містом Барка.

### Клімат
Місто знаходиться у зоні, котра характеризується кліматом помірних степів та напівпустель. Найтепліший місяць — липень із середньою температурою 25 °C. Найхолодніший місяць — січень, із середньою температурою 12,8 °С.
| Клімат Бенгазі          | Клімат Бенгазі | Клімат Бенгазі | Клімат Бенгазі | Клімат Бенгазі | Клімат Бенгазі | Клімат Бенгазі | Клімат Бенгазі | Клімат Бенгазі | Клімат Бенгазі | Клімат Бенгазі | Клімат Бенгазі | Клімат Бенгазі | Клімат Бенгазі |
| Показник                | Січ.           | Лют.           | Бер.           | Квіт.          | Трав.          | Черв.          | Лип.           | Серп.          | Вер.           | Жовт.          | Лист.          | Груд.          | Рік            |
| Середній максимум, °C   | 16             | 18             | 20             | 23             | 26             | 28             | 28             | 29             | 29             | 27             | 23             | 18             | 23             |
| Середня температура, °C | 13             | 14             | 16             | 18             | 21             | 24             | 25             | 25             | 24             | 23             | 19             | 15             | 19             |
| Середній мінімум, °C    | 9              | 10             | 11             | 14             | 17             | 19             | 21             | 21             | 20             | 18             | 14             | 11             | 15             |
| Норма опадів, мм        | 67             | 40             | 21             | 5              | 3              | 0              | 0              | 0              | 3              | 19             | 40             | 64             | 262            |
| ----------------------- | -------------- | -------------- | -------------- | -------------- | -------------- | -------------- | -------------- | -------------- | -------------- | -------------- | -------------- | -------------- | -------------- |
| Джерело: Weatherbase    |                |                |                |                |                |                |                |                |                |                |                |                |                |

## Економіка
У місті діють цементний і асфальтовий заводи, підприємства харчової промисловості (виробництво оливкової олії та інші), проводиться видобування солі, місто також є морським курортом. У місті розташовані банки: Лівійський Банк Торгівлі і Розвитку, Центральний Банк Лівії тощо.